# Ismael Miranda
 (février 2017).
Si vous disposez d'ouvrages ou d'articles de référence ou si vous connaissez des sites web de qualité traitant du thème abordé ici, merci de compléter l'article en donnant les références utiles à sa vérifiabilité et en les liant à la section « Notes et références ».
Ismael Miranda (né le 20 février 1950 à Aguada, Porto Rico) est un compositeur et un chanteur de salsa.

## Biographie
Dès son enfance Ismael Miranda a voulu être musicien et a 11 ans seulement il chante dans les jeunes groupes "The 4J's and Little Junior" et "The Class Mates".
En 1967, alors qu'il n'avait que 17 ans, il enregistre sa première chanson "Let's Ball" avec Joey Pastrana et son premier tube "Rumbon Melon". 
Larry Harlow l'engage alors comme chanteur.
Ils composent ensemble "El Exigente", un boogaloo (rythme alors à la mode, mélange de rhythm and blues et de musique latine.)
Avec Larry Harlow, Ismael Miranda a enregistré :
- "Orquestra Harlow presenta a Ismael Miranda"
- "Electric"
- "Tributo a Arsenio Rodriguez",
- "Harlows Harem"
- "Abran Paso"
- "Oportunidad"

Il a composé :
- "La Revolucion"
- "Guasasa"
- "Arsenio"
- "El Malecon"
- "Lamento Cubano"

En 1969, Miranda a joint la Fania All Stars en tournée en Europe, Asie et Amérique latine. 
En 1973 il a formé son propre groupe "La Revelacion" et enregistre "Así se compone un son" sur le label Fania.
Il a été alors surnommé "El Niño Bonito de la Salsa" (le joli garçon de Salsa).
Dans les années 1970, il a chanté des tubes tels que "Lupe, Lupe", "Señor Sereno" et plusieurs autres.
Dans les années 1980, il a fondé sa propre maison de disques "IM" et a enregistré plusieurs boléros avec Andy Montañez.
Il a enregistré un CD de reprises de chansons composées par le compositeur mexicain renommé José Alfredo Jiménez en versions salsa.
En 2003, il a donné un concert dans la célèbre boîte de nuit de New York, le Copacabana.

## Discographie
Avec Joey Pastrana & His Orchestra
- Let's Ball (Cotique), 1967

Avec Larry Harlow / Orchestra Harlow
- El Exigente (Fania Records), 1967
- Presenta A Ismael Miranda (Fania Records), 1968
- Me & My Monkey (Fania Records), 1969
- Electric Harlow (Fania Records), 1970
- Abran Paso! (Fania Records), 1971
- Oportunidad (Fania Records), 1972
- Tribute To Arsenio Rodríguez (Fania Records), 1972
- Con Mi Viejo Amigo (With My Old Friend) (Fania Records), 1976
- The Best of Orchestra Harlow & Ismael Miranda (Fania Records), 1976

Avec Willie Colón
- Doble Energía (Fania Records) 1980

Avec La Sonora Matancera
- La Sonora y el Niño (Fania Records) 1984

Avec son Orchestre
- Así Se Compone Un Son (1973)
- En Fa Menor (1974)
- Este es... Ismael Miranda (1975)
- No Voy al Festival (1977)
- Sabor, Sentimiento, y Pueblo (1978)
- La Clave del Sabor (1981)
- The Master (1983)
- Una Nueva Visión (1985)
- Por el Buen Camino (1987)
- Motivos de Mi Tierra (1987)
- Felicitándote (1988)
- La Mano Maestra (1989)
- Hasta la Última Gota (1991)
- Entre Sombras (1992)
- Enamorado de Ti (1993)
- El Sabor de Puerto Rico (1994)
- Cantar o No Cantar with Junior Gonzalez (1995)
- Al Son del Bolero with (Andy Montanez) (1996)
- Con Buena Nota (1997)
- Románticos de Nuevo with (Andy Montanez) (1997)
- Con Alma de Niño (1998)
- Son de Vieques (1999)
- Vengo Con Todo (2001)
- Tequila y Ron (2003)
- Edición Especial (2005)
- Con Sabor y Sentimiento (2007)
- Buscando el Camino (2008)
- De Regreso al Son (2009)
- Aferrado a Ti (2011)
- Son 45 (2014)

Compilations
- El Compositor Que Canta (1978)
- Éxitos de los 50 Vol. 1 (1982)
- Éxitos de los 50 Vol. 2 (1985)
- (Fania All-Stars) With Ismael Miranda (2000)
- The Best (2001)
- Live From (San Juan, Puerto Rico) (2001)
- 27 Años de Trayectoria (2002)
- Pura Salsa (2006)
- Pura Salsa Live (2007)
- Romántico (2009)
- Greatest Hits (2009)
- Historia de la Salsa (2010)
- La Herencia (2012)